# Dual-Port-RAM
Ein Dual-Port-RAM (DPRAM) ist ein RAM-Speicher, bei dem von zwei Seiten gleichzeitige Lese- oder Schreibzugriffe möglich sind. Derartige Speicher besitzen getrennte Adress- und Daten-Bussysteme sowie eine Arbitrationslogik, die im Fall gleichzeitiger Schreiboperationen entsprechende Maßnahmen zur Kollisionslösung einleitet.
Durch den gleichzeitigen Zugriff können zwei ansonsten getrennte Systeme mit gemeinsamen Daten arbeiten, ohne sich gegenseitig in der Zugriffsgeschwindigkeit einzuschränken. Bei herkömmlichen Speichern kann System B nur dann auf den Speicher zugreifen, wenn System A seinen Zugriff abgeschlossen hat. Beide Systeme können also nur mit eingeschränkter Geschwindigkeit arbeiten.
Durch den komplexen Aufbau von Dual-Port-RAM ist dieses nur mit kleinen Speichergrößen erhältlich und deutlich teurer als herkömmlicher Speicher.
Früher wurde Dual-Port-RAM zum Beispiel bei Grafikkarten eingesetzt. Während der Prozessor über einen Bus die Bilddaten in den Speicher schreibt, werden über den anderen Bus Daten ausgelesen und auf dem Bildschirm zur Darstellung gebracht. Durch die Entwicklung ausreichend schneller Speicherbausteine kann heute bei Grafikkarten auf den Einsatz von Dual-Port-RAM verzichtet werden. Ein anderes Einsatzgebiet von Dual-Port-RAM ist der Datenaustausch zwischen verschiedenen Prozessoren bei Parallelrechnern.
Siehe auch: Semaphor (Informatik).